# Stellenbosch Local Municipality

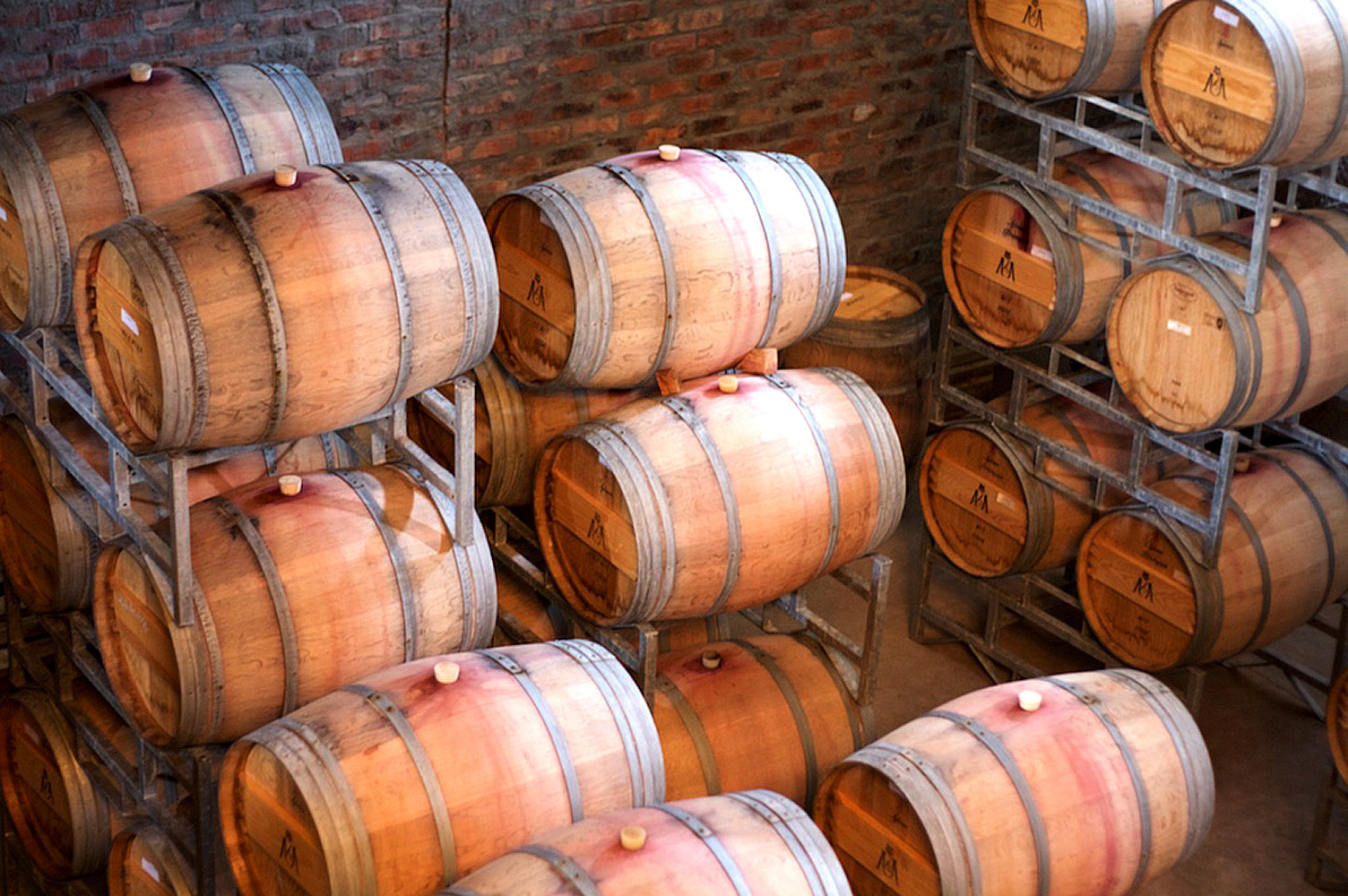
Weinkeller in Stellenbosch

Stellenbosch (englisch Stellenbosch Local Municipality) ist eine Lokalgemeinde im Distrikt Cape Winelands der südafrikanischen Provinz Westkap. Der Sitz der Gemeindeverwaltung befindet sich in der Stadt Stellenbosch. Bürgermeisterin ist Gesie van Deventer.
Ihren Namen erhielt die Gemeinde durch den Gouverneur der Kapkolonie, Simon van der Stel, am 6. November 1679 während einer Expedition. Er benannte sie nach sich selbst (abgeleitet „van der Stels Busch bzw. Wald“).

## Städte und Orte
| - Cloetesville - Coetzenburg - Franschhoek - Groendal - Idasvallei - Jamestown - Khayamandi - Klapmuts | - Kylemore - Languedoc - Pniel - Robertsvlei - Rozendal - Stellenbosch - Welgevonden |

## Bevölkerung
Gemäß der Volkszählung im Jahr 2011 betrug die Einwohnerzahl 155.733 in 43.420 Haushalten auf einer Gesamtfläche von 831 km². Davon waren 52,2 % Coloured, 28,1 % schwarz und 18,5 % weiß. Gesprochen wurde zu 63,8 % Afrikaans, zu 19,6 % isiXhosa und zu 6,8 % Englisch.

## Parks und Naturschutzgebiete
- Jan Marais Nature Reserve
- Jonkershoek Nature Reserve (CapeNature)
- Assegaaibosch Nature Reserve (CapeNature)